# Richard de Beauchamp, I conte di Worcester

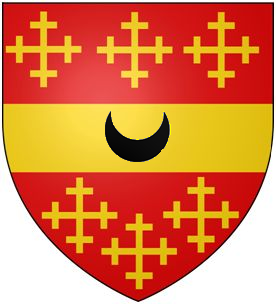
Stemma di Richard de Beauchamp

Richard de Beauchamp (1394 – 18 marzo 1421/1422) è stato un nobile inglese, primo conte di Worcester.

## Biografia
Era figlio di William de Beauchamp, I barone Bergavenny e di Lady Joan FitzAlan. Alla morte del padre divenne il secondo barone Bergavenny.
Sposò il 27 luglio 1411 Isabel le Despenser una pronipote di Edoardo III d'Inghilterra.
Dall'unione nacque una figlia:
- Lady Elizabeth de Beauchamp (Castello di Hanley, 16 settembre 1415 – 18 giugno 1448) che sposò Edward Neville, figlio di Ralph Neville.

Alla morte di Richard il titolo di conte di Worcester si estinse mentre quello di barone Bergavenny venne ereditato da sua figlia e dal di lei marito.